# East Orange
East Orange es una ciudad ubicada en el condado de Essex en el estado estadounidense de Nueva Jersey. En el año 2010 tenía una población de 64.270 habitantes y una densidad poblacional de 6.300,98 personas por km².

## Geografía
East Orange se encuentra ubicado en las coordenadas 40°45′58″N 74°12′42″O / 40.76611, -74.21167.

## Demografía
Según la Oficina del Censo en 2000 los ingresos medios por hogar en la localidad eran de $32,346 y los ingresos medios por familia eran $38,562. Los hombres tenían unos ingresos medios de $31,905 frente a los $30,268 para las mujeres. La renta per cápita para la localidad era de $16,488. Alrededor del 19.2% de la población estaba por debajo del umbral de pobreza.

## Educación
El Distrito Escolar de East Orange gestiona escuelas públicas.